# Brunel (Unternehmen)

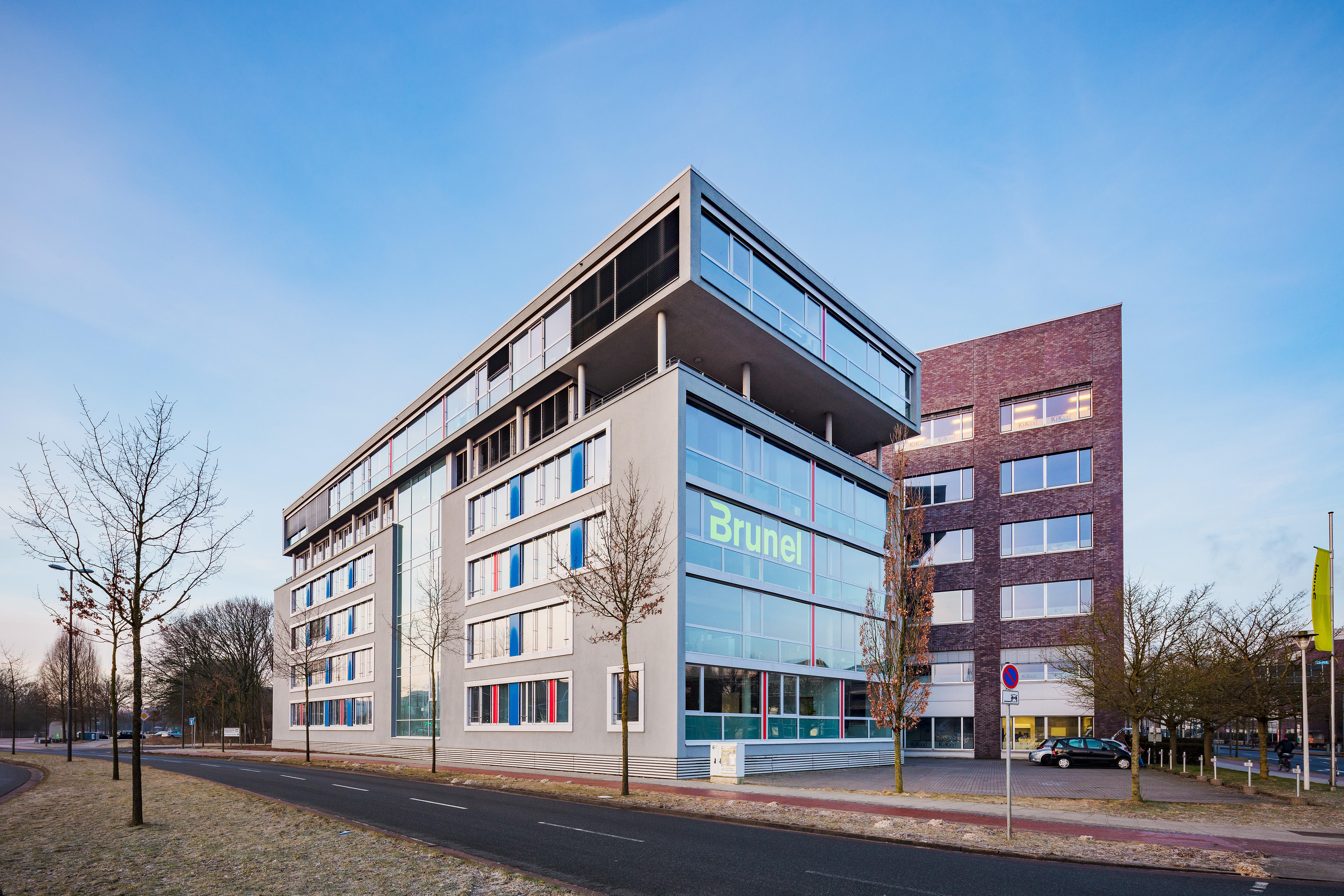
Ehemalige Zentrale der Brunel GmbH, Bremen

Brunel ist ein international tätiges Dienstleistungsunternehmen, das auf den flexiblen Einsatz überwiegend technischer Fachkräfte in diversen Industriezweigen spezialisiert ist. Die niederländische Muttergesellschaft Brunel International N.V. hat ihre Zentrale in Amsterdam. Hauptsitz des deutschen Tochterunternehmens Brunel GmbH ist Bremen.
Die Brunel GmbH bietet Ingenieurdienstleistungen und Arbeitnehmerüberlassungen an. Sie ist in der D-A-CH-Region sowie in Tschechien aktiv. Kunden sind mittelständische Unternehmen diverser technischer Branchen in den Bereichen Entwicklung, Konstruktion, Verifikation, Prototyping, Testing sowie Management-Support.
Aktuell (2018) besitzt die Brunel GmbH über 40 Niederlassungen in Deutschland sowie zwei unter dem Dach der Brunel Car Synergies GmbH zusammengefasste Entwicklungszentren mit akkreditiertem Prüflabor.

## Geschichte
Der Ingenieur Jan Brand gründete 1975 in Delft (Niederlande) das Ingenieurbüro multec n.v. In den folgenden Jahren eröffnete multec Filialen in mehreren niederländischen Städten, 1987 die erste Auslandsniederlassung in Antwerpen (Belgien). 1989 erfolgte die Umbenennung in Brunel; als Namensgeber fungierte der Brückenbauer und Ingenieur Isambard Kingdom Brunel.
Die deutsche Brunel GmbH besteht seit 1995. Bis zum Jahr 2000 gehörten deutschlandweit 24 Niederlassungen mit 700 Mitarbeitern zum Unternehmen. Im Jahr 2003 übernahm die Brunel GmbH das Hildesheimer Entwicklungszentrum für DSL- und ISDN-Übertragungstechnik des schwedischen Telekommunikationskonzerns Ericsson, das mit einem Teil der Belegschaft als Kompetenzzentrum für Kommunikations- und Prozessorsysteme (Brunel Communications) in das Unternehmen integriert wurde. 2006 wurde die Bochumer Car Synergies GmbH übernommen, ein auf Entwicklungs- und Testdienstleistungen für den Automobilsektor spezialisierter Engineering-Betrieb. Im Januar 2017 verschmolz Brunel Communications mit der Brunel Car Synergies GmbH.
Die Brunel Car Synergies GmbH bezog mit dem Testzentrum im Frühjahr 2020 einen größeren Standort in Dortmund.
Die Brunel-Ländergesellschaften in Österreich (Brunel Austria GmbH), der Schweiz (Brunel Switzerland AG) und Tschechien (Brunel CZ s.r.o.) wurden 2009, 2012 und 2013 in Salzburg, Zürich bzw. Prag gegründet.

## Firmenprofil
Das Unternehmen stellt Industriebetrieben im Rahmen der Arbeitnehmerüberlassung Spezialisten für zeitlich begrenzte Vorhaben im Engineering und IT zur Verfügung. Über Werk- und Dienstverträge realisieren Mitarbeiter von Brunel in eigener Verantwortung Projekte für andere Unternehmen. Aktuell (Stand 2017) beschäftigt die Brunel GmbH rund 3000 fest angestellte Ingenieure, Informatiker, Techniker und Manager an über 40 Standorten in Deutschland. Die Kernbranchen des Unternehmens sind Automotive, Maschinen- und Anlagenbau, Business und Industrial IT, Energietechnik, Life Sciences, Luft- und Raumfahrt, Schienenverkehrstechnik und Schiffbau.
Nach eigenen Angaben (2016) arbeitet die Brunel GmbH als Dienstleister für etwa 1000 deutsche Unternehmen. Zur Hälfte handelt es sich dabei um Großunternehmen; weitere Kunden sind Mittelständler.
Das Tochterunternehmen Brunel Car Synergies GmbH mit Hauptsitz in Dortmund ist ein Entwicklungsdienstleister, der überwiegend für die Automobilbranche tätig ist. Brunel Car Synergies übernimmt Aufgaben in den Bereichen Hard- und Softwaredesign, Konzeption und Berechnung, Entwicklung und Bau von Prüfständen sowie Tests und Umweltsimulationsprüfungen von Fahrzeugkomponenten, Werkstoffen und technischen Produkten in einem eigenen akkreditierten Prüflabor.

## Deutsche Standorte
Stand März 2023 ist Brunel an den folgenden 37 deutschen Standorten vertreten.
- Aachen
- Augsburg
- Berlin
- Bielefeld
- Bochum
- Braunschweig
- Bremen
- Dortmund
- Dresden
- Duisburg
- Düsseldorf
- Erfurt
- Essen
- Frankfurt am Main
- Hamburg
- Hannover
- Heilbronn
- Karlsruhe
- Kassel
- Kiel
- Köln
- Leipzig
- Lindau
- Mannheim
- München
- Nürnberg
- Osnabrück
- Regensburg
- Reutlingen
- Rosenheim
- Rostock
- Saarbrücken
- Stuttgart
- Ulm
- Villingen-Schwenningen
- Wuppertal
- Würzburg

Darüber hinaus betreibt Brunel Car Synergies in Dortmund und Hildesheim.

## Unternehmensstruktur
Zu Brunel International N.V. gehören die Geschäftsbereiche Brunel Europe (Personallösungen, Beratung, Projektmanagement und Entwicklung in den Bereichen Ingenieurwesen, IT, Finanzwesen, Recht und Marketing; wiederum untergliedert in Brunel Netherlands, Brunel Germany, Brunel Belgium und andere europäische Länder) und Global Business (Globale Lösungen für die Erdöl- und Erdgasindustrie; vor 2017 Brunel Energy). Insgesamt verfügt Brunel International N.V. über 48 direkte oder indirekte Tochtergesellschaften.
Mit der Administration der Ländergesellschaften in Deutschland, der Schweiz, Österreich und Tschechien (Brunel GmbH, Brunel Switzerland AG, Brunel Austria AG, Brunel CZ s.r.o.) ist seit 2012 die Bremer Brunel International-Tochter Brunel Service GmbH betraut.

## Finanzinformation
Die Brunel International N.V. ist an der Börse Amsterdam kotiert. Hauptaktionär mit 60 % Anteil ist nach wie vor der Gründer Jan Brand. Der Rest der Anteile befindet sich im Free Float.